# ماركوس روبرتو بيريرا دوس سانتوس
ماركوس روبرتو بيريرا دوس سانتوس (29 أغسطس 1979 في البرازيل - ) هو لاعب كرة قدم برازيلي في مركز الهجوم. لعب مع الترجي الرياضي التونسي والنادي الرياضي البنزرتي ونادي أجاكسيو ونادي تروا ونادي ستراسبورغ ونادي غواراني ونادي يانغ بويز وSertãozinho Futebol Clube ‏ والنادي الرياضي البنزرتي ‏ والترجي الرياضي التونسي ‏.

## وصلات خارجية
- ماركوس روبرتو بيريرا دوس سانتوس على موقع رابطة كرة القدم الفرنسية للمحترفين (الإنجليزية)
- ماركوس روبرتو بيريرا دوس سانتوس على موقع قاعدة بيانات كرة القدم.إي يو (الإنجليزية)
- ماركوس روبرتو بيريرا دوس سانتوس على موقع AS.com (الإسبانية)